# بيل تشابيل
بيل تشابيل (بالإنجليزية: William V. Chappell, Jr.)‏ هو ضابط ومحامي وسياسي أمريكي، ولد في 3 فبراير 1922 في الولايات المتحدة، وتوفي في 30 مارس 1989 في بيثيسدا في الولايات المتحدة. حزبياً، نشط في الحزب الديمقراطي. وقد انتخب عضو مجلس نواب فلوريدا وانتخب عضو مجلس النواب الأمريكي.